# Піаноманія
Піаноманія (нім. Pianomania − Die Suche nach dem perfekten Klang) — документальний фільм німецьких режисерів Ліліани Франк та Роберта Цібіса. Фільм розповідає історію одного з найкращих настроювачів піаніно — Стефана Кнюпфере (нім. Stephan Knüpfer, нар. 1967). В основу фільму покладена його робота з музикантами світового рівня: Лан Лан (кит.: 郎朗), Альфред Брендель та П'єр Лоран Емар.
Зйомки фільму здійснювались в Австрії та Німеччині. OVAL Filmemacher і WildArt Film реалізували проект Піаноманія.
Реліз фільму в Німеччині відбувся 9 вересня 2010 року. До цього фільм вже було показано в рамках низки фестивалів та конкурсів.

## Сюжет
Головний герой фільму Стефан Кнюпфер — настроювач піаніно фірми «Steinway & Sons». Він допомагає своїм клієнтам — найкращим піаністам світу, підібрати ідеальний по звучанню інструмент для виступів та записів.
Співпраця між П'єром Лораном Емаром і Стефаном Кнюпфером знаходиться в центрі сюжету фільму. Піаніст готується до запису «Мистецтва фуги», що відбудеться за рік. Підготовку музикант розпочинає з підбору бездоганного піаніно, а отже з роботи з Кнюпфере. Головний герой фільму «Піаноманія» вирішує власноруч дослідити музичні інструменти часів Баха. Але волею долі необхідне гранд піаніно № 109 було продано кілька місяців перед початком пошуків до Австралії. І це далеко не єдина перешкода, яка зустрічається на шляху настроювача і його клієнта. Вони зустрічаються часто, тестують, налаштовують, грають та сперечаються. Коли напруга стає особливо відчутною, Кнюпфере розряджає ситуацію жартами.
Одного пообіддя в офісі з'являється дещо сонний музикант, вбраний у джинси та кеди. Це зірка світового рівня — Лан Лан, який уже скоро матиме концерт в австрійському Відні. Неймовірно напружений графік не дозволяє музиканту з'являтися часто у Кнюпфере, але настроювачу вдається знайти ідеальний інструмент для Лан Лана і публіка зустрічає тисячею «браво» виступ віртуоза.
Один з останніх концертів Альфреда Бренделя проходить під час Grafenegg Music Festival. І тут Кнюпфер чудово справляється із завданням і ідеально готує до виступу піаніно. Шарму цій співпраці додають жарти та приємна інтеракція між настроювачем та його клієнтом.
У кожному з випадків Кнюпфер намагається отримати від інструменту ідеального, індивідуального для кожного виконавця звучання. І, як стає зрозуміло після перегляду фільму, йому це вдається.

## Технічні аспекти
Для того, щоб отримати ідеальне звучання, бездоганно записати кожну із сцен було докладено чимало зусиль. Всі сцени були записані за допомогою Dolby Surround якості та на більш, ніж на 90 окремих звукових доріжок.

## Номінації, нагороди, фестивалі
- Lola, Німецький Оскар, категорія Найкращий Звук (Deutscher Filmpreis)
- Golden Gate Award як найкращий документальний фільм (San Francisco International Film Festival)
- ‘Lüdia’, перший приз (Кінофестиваль в Людені)
- Нагорода за найкращий монтаж (Diagonale)
- Найкращий фільм, категорія «Week of the Critic»(Locarno International Film Festival)
- Номінація на European Film Prize (European Film Academy)
- Номінація на Austrian Film Prize
- Відзнака «особливо цінний» від Комісію оцінюючої фільми, що у Візбадені, Німеччина
- Почесний приз на фестивалі EURODOK 2010, що в Осло

### Участь у міжнародних фестивалях 2010
- The Magnificent 7, Сербія
- Internationales Filmwochenende Würzburg, Німеччина
- Göteborg International Film Festival, Швеція
- Internationale Filmfestspiele Berlin (Berlinale), Німеччина
- Jameson Dublin IFF, Ірландія
- Zagrebdox, Хорватія
- Sofia International Film Festival, Болгарія
- 34th Hong Kong International Film Festival, Китай
- Macau International Film Festival, Китай
- BAFICI — Festival International de Cinema Independiente Buenos Aires, Аргентина
- St. Paul International Film Festival Minneapolis, США
- Doc Outlook-Market, Швейцарія
- San Francisco International Festival, США
- DOK.Fest München, Німеччина
- Planet Doc Review Film Festival, Польща
- Moscow International Film Festival, Росія
- Melbourne International Film Festival, Австралія
- New Zealand International Film Festival, Нова Зеландія
- Semana de Cine Aleman in Cinemateca Nacional Mexico City, Мексика
- Austrian Cultural Forum in Washington DC, США
- Flickers — Rhode Island International Film Festival, США
- Jecheon International Music & Film Festival, Південна Корея
- Ghent Film Festival, Бельгія
- Berlin & Beyond Festival San Francisco, США
- Golden Horse Film Festival, Тайвань
- Canberra Film Festival, Австралія
- St. George Brisbane International Film Festival, Австралія
- PIANO-PAM! Internationales Festival für Neue Klaviermusik Uster, Швейцарія
- IDOCS International Documentary Forum Beijing, Китай

### Участь у міжнародних фестивалях 2009
- International Documentary Film Festival (IDFA), Нідерланди
- Max-Ophüls-Preis, Німеччина
- Kinofest Lünen, Німеччина
- International Hof Film Days, Німеччина
- Unerhört Hamburg, Німеччина
- Diagonale, Австрія
- Cork Festival, Ірландія
- Locarno International Film Festival, Швейцарія
- Zurich Film Festival, Швейцарія
- Valladolid International Film Festival, Іспанія
- Sheffield Doc/Fest, Велика Британія
- SoNoRo Bucharest, Румунія

## Біографія режисерів
- Елемент маркованого списку Ліліан Франк навчалась в Film Academy Baden-Württemberg та в Національній Студії Сучасного мистецтва Le Fresnoy, що у Франції. У 2002 році вона отримала Французько-німецький приз, призначений для Young Journalism, за гумористичний документальний фільм «Половина шансу» («Half a Chance»). Цю роботу було знято у співпраці з німецьким режисером Робертом Цібісом. Після цього успіху пара заснувала в Берліні компанію, що займається продукцією фільмів OVAL Filmemacher. OVAL творить документальне кіно наукового та соціального спрямування. Компанія орієнтується на міжнародного клієнта, її продукт транслюється як у кінотеатрах так і на багатьох телеканал різних країн. Порушені режисерами теми включають у себе релігійний фундаменталізм (Ісус любить нас — нім. JESUS LIEBT DICH), проблеми дитячої медицини та медикаментозного втручання (Діти на таблетках — англ. KIDS ON PILLS), робоча глобалізація (Людська столиця — англ. HUMAN CAPITAL) та багато інших. У 2009 році Ліліан Франк співрежисерувала фільм із міжнародною славою «Піаноманія». Документальна стрічка, яка привідкриває завісу таємничості світу звуку, було показано у більш, ніж 20 країнах світу, де фільм було номіновано і відзначено високими нагородами.

- Елемент маркованого списку Робер Цібіс навчався у Film Academy Baden-Württemberg а також у FÉMIS, École Nationale Supérieure des Métiers de l'Image et du Son і в Le Sorbonne Nouvelle. В 2002 він був удостоєний Французько-німецького призу для Young Journalism за гумористичну документальну стрічку «Половина шансу» («Half a Chance»). Її він зняв, співпрацюючи разом із режисером Ліліаною Франк. Після цього успіху пара заснувала в Берліні компанію, що займається продукцією фільмів OVAL Filmemacher. Відтоді він реалізував низку вдалих проектів для кіно та телебачення. Фільм «Грабунок пацієнта» (англ. -PREYING ON PATIENT) розкриває тему фінансових маніпуляцій, коли мільйони євро призначенні на оздоровлення у Німеччині та Франції йдуть в нікуди. У 2007 році разом із режисером Міхаелою Кірст, Роберт Цібіс здобуває приз «EKOTOPFILM» на фестивалі у Словенії за проект «Огидно здорово» (англ. — DISGUSTINGLY HEALTHY). Стрічка торкається теми маггентерапії в медицині. В 2009 році Роберт ЦІбіс співрежисерував фільм із міжнародною славою «Піаноманія». Цю документальну стрічку, яка привідкриває завісу таємничості світу звуку, було показано у більш, ніж 20 країнах, де фільм було номіновано і відзначено високими нагородами. Серед найзначніших: найкращий фільм в категорії «Week of the Critic» на міжнародному фестивалі в Локарно, Golden Gate Award від журі міжнародного фестивалю в Сан-Франциско та перемога у категорії «Найкращий звук» на німецькому фестивалі кіно Lola.

## Музика використана у фільмі та виконавці
- Béla Bartók — Klavierkonzert Nr. 2, Sz 95 (Віденський радіо-Симфонічний оркестр Оркестр — Péter Eötvös, Диригент — П'єр Лоран Емар, піаніно)
- Robert Schumann — Fantasie C-dur, op. 17 (Лан-Лан, піаніно)
- Wolfgang Amadeus Mozart — Sonate Nr. 13 (Лан-Лан, піаніно)
- Franz Liszt — Ungarische Rhapsodie Nr. 6 (Лан-Лан, піаніно)
- Jan Pieterszoon Sweelinck — Mein junges Leben hat ein End (Інгомар Райне, клавікорд)
- Jan Pieterszoon Sweelinck — Baletto del Granduca (Інгомар Райне, цимбали)
- Ludwig van Beethoven — Klavierkonzert Nr. 3, op. 37 (Тіл Фелнер)
- Maurice Ravel — «Ondine», Gaspard de la nuit (Тіл Фелнер)
- Johannes Brahms — Sommerabend, op. 85 (Heinrich Heine, тест — Юліус Дрейк, піаніно — Ян Бострідч, тенор)
- Joseph Haydn — Sonate, Hob. XVI: 20 (Алфред Брендел, піаніно)
- Franz Schubert — «Impromptu» Nr. 1, op. 142 (Алфред Брендел, піаніно)
- Ludwig van Beethoven — Sonate Nr. 31, op. 110, 3. Satz (Fuga. Allegro ma non troppo) (Алфред Брендел, піаніно)
- Thomas Koschat — Schneewalzer (Стефан Кнюпфен тонує 109 гранд піаніно під час Styriarte Festival)
- Wolfgang Amadeus Mozart — Klavierkonzert Nr. 13, KV 415 (Chamber Orchestra of Europe — П'єр Лоран Емар, піаніно і диригент Piano)
- Frédéric Chopin — Prelude, op. 45 (Клієнт купує 109 гранд піаніно)
- Erik Satie — Gymnopédie (Річард Хуунгкі Джо, піаніно)
- Ludwig van Beethoven — Für Elise (Скетч з «A Little Nightmare Music»: Річард Хуунгкі Джо, піаніно — Олексій Ігудсманб віолончель)
- Johann Sebastian Bach — Die Kunst der Fuge, BWV 1080 (П'єр Лоран Емар, піаніно)
- Sergei W. Rachmaninoff — Rhapsodie über ein Thema von Paganini fur Klavier und Orchester, op. 43 (Рудольф Бухбіндер, піаніно)
- Elliott Carter — Caténaires (П'єр Лоран Емар)